# Cybaeodamus enigmaticus
Cybaeodamus enigmaticus är en spindelart som först beskrevs av Cândido Firmino de Mello-Leitão 1939.  
Cybaeodamus enigmaticus ingår i släktet Cybaeodamus och familjen Zodariidae. Inga underarter finns listade i Catalogue of Life.